# Њупорт (Индијана)
Њупорт (енгл. Newport) град је у америчкој савезној држави Индијана.

## Демографија
По попису из 2010. године број становника је 515, што је 63 (-10,9%) становника мање него 2000. године.
| Група             | 2000.       | 2010.       |
| Белци             | 561 (97,1%) | 514 (99,8%) |
| Афроамериканци    | 0 (0,0%)    | 0 (0,0%)    |
| Азијати           | 5 (0,9%)    | 0 (0,0%)    |
| Хиспаноамериканци | 7 (1,2%)    | 0 (0,0%)    |
| Укупно            | 578         | 515         |